# Liste der Naturdenkmale in Dietzenbach
Die Liste der Naturdenkmale in Dietzenbach nennt die in der Stadt Dietzenbach im Landkreis Offenbach in Hessen gelegenen Naturdenkmale.
| Bild                          | Bezeichnung                    | Ortsteil, Lage                 | Beschreibung | Art                 | Nr.     |
| ----------------------------- | ------------------------------ | ------------------------------ | --- | ------------------- | ------- |
| Fotos hochladen               | Zwei alte Eiben                | 50° 0′ 28,7″ N, 8° 46′ 33,1″ O | Ein 400 und ein 150 Jahre alter Baum als Einfassung der Kirchtreppe. Mit dem Gebäude zusammen besonders ortsbildprägend. | Eibe                | 438 001 |
| mehr Fotos \| Fotos hochladen | Seggenbulten und Weidengebüsch | 50° 0′ 32,9″ N, 8° 46′ 1,7″ O  | Feuchte Bodenmulde mit von Weidengebüsch umrahmten ca. 1 m hohen Bulten der Rispensegge.                                 | Rispensegge, Weiden | 438 002 |

## Belege
1. ↑  
Naturdenkmal. www.kreis-offenbach.de, abgerufen am 7. April 2020.

- Karte mit allen Koordinaten:
- OSM |
- WikiMap